# 8100
8100（八千百、はっせんひゃく）は自然数、また整数において、8099の次で8101の前の数である。

## 性質
- 8100は合成数であり、約数は1, 2, 3, 4, 5, 6, 9, 10, 12, 15, 18, 20, 25, 27, 30, 36, 45, 50, 54, 60, 75, 81, 90, 100, 108, 135, 150, 162, 180, 225, 270, 300, 324, 405, 450, 540, 675, 810, 900, 1350, 1620, 2025, 2700, 4050, 8100である。
- 90番目の平方数である。1つ前は7921、次は8281。
  - n = 2 のときの 90n の値とみたとき1つ前は90、次は729000。
- 1321番目のハーシャッド数である。1つ前は8096、次は8110。
  - 9を基とする219番目のハーシャッド数である。1つ前は8010、次は9000。
  - 平方数がハーシャッド数になる33番目の数である。1つ前は7744、次は9216。
  - 平方数のハーシャッド数の中で基数も平方数となる19番目の数である。1つ前は4624、次は10000。
- 81002 + 1 = 65610001 であり、n2 + 1 の形で素数を生む707番目の数である。1つ前は8080、次は8114。
- 8100 = 53 + 73 + 93 + 113 + 133 + 153
  - 6連続奇数の立方和で表せる数である。1つ前は4752、次は128888。
- 約数の和が8100になる数は9個ある。(3560, 3944, 4490, 5066, 5162, 5398, 7633, 7801, 7897) 約数の和9個で表せる21番目の数である。1つ前は7980、次は8352。

## その他 8100 に関連すること
- IBM 8100
- 国鉄8100形蒸気機関車
- 国鉄タム8100形貨車
- 国鉄ホサ8100形貨車
- 国鉄タキ8100形貨車
- 函館市交通局8100形電車
- 阿武隈急行8100系電車